# Browser Helper Object
Browser Helper Object ofte forkortet BHO er et stykke software, der indlæses automatisk, når webbrowseren startes. Således kaldes det undertiden også Browser-plugin.
Objektet bliver normalt installeret på computeren sammen med et andet program, som man selv har valgt at installere. Uden onde hensigter kan programmet være til hjælp, når man færdes på internettet ved at tilføje nye funktioner til browseren.
Desværre er en stor del af disse objekter spyware, da de ofte rapporterer tilbage til deres producenter om klientens færden på internettet. Således placeres disse ofte uden brugerens viden på computeren.
| Software | Spire Denne artikel om software og programmering er en spire som bør udbygges. Du er velkommen til at hjælpe Wikipedia ved at udvide den. |